# 나가야마역 (아이치현)
나가야마역(일본어: 長山駅)은 일본 아이치현 도요카와시에 위치한 도카이 여객철도 이다선의 철도역이다. 상대식 승강장 2면 2선의 구조를 갖춘 지상역이다.

## 이용 현황
| 연도     | 하루 평균 |
| 2002년도 | 209       |
| 2003년도 | 201       |
| 2004년도 | 190       |
| 2005년도 | 186       |
| 2006년도 | 184       |
| 2007년도 | 177       |
| 2008년도 | 180       |
| 2009년도 | 180       |
| 2010년도 | 203       |
| -------- | --------- |

## 역 주변
- 도요가와 강
- 국도 제151호선

## 역사
- 1899년 10월 19일 : 도요카와 철도의 역으로서 개업.
- 1943년 8월 1일 : 국유화, 국철 이다선의 역으로 된다.
- 1962년 6월 20일 : 차급 화물의 취급을 폐지. 화물은 소량급 화물로 축소되었다.
- 1971년 12월 1일 : 남은 소량급 화물의 취급을 폐지해, 화물 영업을 전면 폐지. 하물의 취급도 폐지.
- 1984년 2월 24일 : 이다선 남부로의 열차 집중 제어 장치 도입에 맞춰, 역을 무인화.
- 1987년 4월 1일 : 일본국유철도 분할 민영화에 의해, 도카이 여객철도가 승계.
- 2002년 : 역 건축을 더함.

## 인접 역
| 도카이 여객철도 이다선         | 도카이 여객철도 이다선 | 도카이 여객철도 이다선 |
| ------------------------------ | ---------------------- | ---------------------- |
| 미카와이치노미야 도요하시 방면 | ■ 이다선               | 에지마 다쓰노 방면     |